# Johann Gabriel von der Ketten
Johann Gabriel von der Ketten (* 1673; † 1746) war ein Kanoniker an der Collegkirche St. Georg in Köln, Heraldiker und Genealoge.
Johann Gabriel von der Ketten trug in jahrelanger Arbeit eine umfangreiche Sammlung von Stammtafeln, in der Regel von Kölner Patrizier- und rheinischen Adelsfamilien, zusammen. Die Sammlung ergänzte er durch Abschriften aus Adel- und Wappenbriefen sowie Aufschwörungen.
Die Sammlung lagert im Historischen Archiv der Stadt Köln. Von 1983 bis 1986 wurde sie ferner in 5 Bänden, bearbeitet durch Herbert Schleicher, von der Westdeutschen Gesellschaft für Familienkunde herausgegeben.
Am 18. Juli 1706 erhielt von der Ketten in Wien für die Schrift Der große Obst- und Blumengarten ein Druckprivileg von Joseph I. über 12 Jahre.

## Werke
- Der kleine Waldt der freyen Reichsstatt Collen. herausgegeben von Anton Fahne In: Denkmale und Ahnentafeln in Rheinland und Westfalen. Band 6, Düsseldorf 1883, (Digitalisat) des Göttinger Digitalisierungszentrums
- Herbert M. Schleicher (Bearb.): Die Genealogisch-heraldische Sammlung des Kanonikus Joh. Gabriel von der Ketten in Köln. 1. Band I A-D. (Veröffentlichungen der Westdeutschen Gesellschaft für Familienkunde, Neue Folge Nr. 22), Köln 1983
- Herbert M. Schleicher (Bearb.): Die Genealogisch-heraldische Sammlung des Kanonikus Joh. Gabriel von der Ketten in Köln. 2. Band E - H. (Veröffentlichungen der Westdeutschen Gesellschaft für Familienkunde, Neue Folge Nr. 24), Köln 1984
- Herbert M. Schleicher (Bearb.): Die Genealogisch-heraldische Sammlung des Kanonikus Joh. Gabriel von der Ketten in Köln. 3. Band III I-Mo. (Veröffentlichungen der Westdeutschen Gesellschaft für Familienkunde, Neue Folge Nr. 27), Köln 1985
- Herbert M. Schleicher (Bearb.): Die Genealogisch-heraldische Sammlung des Kanonikus Joh. Gabriel von der Ketten in Köln. 4. Band IV Mu-U. (Veröffentlichungen der Westdeutschen Gesellschaft für Familienkunde, Neue Folge Nr. 32), Köln 1986
- Herbert M. Schleicher (Bearb.): Die Genealogisch-heraldische Sammlung des Kanonikus Joh. Gabriel von der Ketten in Köln. 5. Band W - Z, Anhang, Register. (Veröffentlichungen der Westdeutschen Gesellschaft für Familienkunde, Neue Folge Nr. 33), Köln 1986